# NGC 2496
NGC 2496 (również PGC 22359 lub UGC 4127) – galaktyka eliptyczna (E), znajdująca się w gwiazdozbiorze Małego Psa. Odkrył ją Lewis A. Swift 15 listopada 1885 roku.